# Copper River
Copper River er en flod i den sydlige centrale del af Alaska, med udspring og løb gennem Wrangell Mountains øst for Anchorage. Under navnet Copper River eller Athna er den omkring 475 kilometer lang. Den løber ud i Alaskagolfen og har et afvandingsområde på 62.000 kvadratkilometer. På det øvre løb ligger Wrangell-St. Elias National Park. Midtvejs på vejen mod havet passerer den Mentastabjergene. Bifloden Chitina løber gennem nationalparken og munder ud i Copper River ved byen Chitina. Copper River har 13 tilløb, og ved deltaet er den op mod 1,6 kilometer bred. Der er en stor opgang af stillehavslaks og havvandrende regnbueørred (steelhead). 